# (184064) 2004 GM
(184064) 2004 GM — астероїд головного поясу, відкритий 10 квітня 2004 року.
Тіссеранів параметр щодо Юпітера — 3,404.